# Atletica leggera alla XXX Universiade - Staffetta 4×100 metri maschile
La specialità della staffetta 4×100 metri maschile all'Universiade di Napoli 2019 si è svolta tra il 12 ed il 13 luglio 2019.

## Podio
| Oro     | Giappone Daisuke Miyamoto Yoshihiro Someya Jun Yamashita Bruno Dede  |
| Argento | Cina Jiang Jiehua Jiang Hengnan Wang Yu Xuan Dajun                   |
| Bronzo  | Corea del Sud Lee Gyu-hyeong Ko Seung-hwan Mo Il-hwan Park Sie-young |

## Risultati

### Batterie
Passano in finale le prime due squadre di ogni batteria (Q) e le due squadre con i migliori tempi tra le escluse (q).
| Posizione | Batteria | Nazione        | Atleti                                                                              | Tempo | Note    |
| --------- | -------- | -------------- | ----------------------------------------------------------------------------------- | ----- | ------- |
| 1         | 2        | Giappone       | Daisuke Miyamoto, Yoshihiro Someya, Jun Yamashita, Bruno Dede                       | 39.30 | Q       |
| 2         | 2        | Corea del Sud  | Lee Gyu-hyeong, Ko Seung-hwan, Mo Il-hwan, Park Sie-young                           | 39.69 | Q       |
| 3         | 3        | Brasile        | Erik Cardoso, Jonatan Rodrigues, Rodrigo do Nascimento, Paulo André de Oliveira     | 39.89 | Q       |
| 4         | 2        | Ghana          | Wallace Aflamah, Benjamin Azamati-Kwaku, Sarfo Ansah, Barnabas Aggerh               | 40.04 | q       |
| 5         | 1        | Cina           | Jiang Jiehua, Jiang Hengnan, Wang Yu, Xuan Dajun                                    | 40.04 | Q       |
| 6         | 3        | Taipei Cinese  | Wei Yi-ching, Wang Wei-hsu, Wei Tai-sheng, Cheng Po-yu                              | 40.19 | Q       |
| 7         | 2        | Rep. Ceca      | Vojtěch Svoboda, Zdeněk Stromšík, Vojtěch Kolarčík, Dominik Záleský                 | 40.20 | q       |
| 8         | 3        | Malaysia       | Hafiz Jantan, Aqil Yasmin, Russel Nasir Taib, Johnathan Nyepa                       | 40.28 |         |
| 9         | 1        | Kazakistan     | Vitaliy Zems, Damil Sutzhanov, Sergey Russak, Alexandr Kasper                       | 40.35 | Q       |
| 10        | 2        | Messico        | Adrián Rivera, Juan Carlos Alanis, César Ramírez, Iván Eduardo Moreno               | 40.37 |         |
| 11        | 3        | India          | Gurindervir Singh, Harjit Singh, Muhammed Variyathodi, Vadivelu Kannadasan          | 40.73 |         |
| 12        | 3        | Italia         | Angelo Marvulli, Simone Tanzilli, Pietro Pivotto, Luca Antonio Cassano              | 40.77 |         |
| 13        | 1        | Romania        | Cristian Radu, Alexandru Terpezan, Vlad Dulcescu, Ioan Andrei Melnicescu            | 41.98 |         |
| 14        | 2        | Sri Lanka      | Himihami Mudiyanselage, Malin Wijaya Krishna, Gihan Ranaweera, Araliya Kottahachchi | 42.13 |         |
| 15        | 2        | Oman           | Sulaiyam Al-Sulaimi, Usama Al-Gheilani, Saif Al-Maqbali, Majid Al-Maqbali           | 43.20 |         |
|           | 3        | Sudafrica      | Jon Seeliger, Thembo Monareng, Zakhithi Nene, Chederick van Wyk                     | DNF   |         |
|           | 1        | Thailandia     | Ruttanapon Sowan, Nutthapong Veeravongratanasiri, Chayut Khongprasit, Siripol Punpa | DQ    | R170.7  |
|           | 1        | Uganda         | Joshua Jagalo, Emmanuel Nuwagaba, Yahaya Maliamungu, Benson Okot                    | DQ    | R163.3a |
|           | 1        | Indonesia      |                                                                                     | DNS   |         |
|           | 3        | Arabia Saudita |                                                                                     | DNS   |         |

### Finale
| Posizione | Corsia | Nazione       | Atleti                                                                                 | Tempo   | Note    |
| --------- | ------ | ------------- | -------------------------------------------------------------------------------------- | ------- | ------- |
|           | 4      | Giappone      | Daisuke Miyamoto, Yoshihiro Someya, Jun Yamashita, Bruno Dede                          | 38"92   |         |
|           | 3      | Cina          | Jiang Jiehua, Jiang Hengnan, Wang Yu, Xuan Dajun                                       | 39"01   |         |
|           | 6      | Corea del Sud | Lee Gyu-hyeong, Ko Seung-hwan, Mo Il-hwan, Park Sie-young                              | 39"31   |         |
| 4         | 7      | Taipei Cinese | Wei Yi-ching, Wang Wei-hsu, Wei Tai-sheng, Cheng Po-yu                                 | 39"78   |         |
| 5         | 8      | Kazakistan    | Vitaliy Zems, Damil Sutzhanov, Sergey Russak, Alexandr Kasper                          | 40"00   |         |
| 6         | 2      | Rep. Ceca     | Vojtěch Svoboda, Zdeněk Stromšík, Vojtěch Kolarčík, Dominik Záleský                    | 40"54   |         |
| 7         | 5      | Brasile       | Gabriel Constantino, Jonatan Rodrigues, Rodrigo do Nascimento, Paulo André de Oliveira | 1'23"05 |         |
|           | 1      | Ghana         | Wallace Aflamah, Benjamin Azamati-Kwaku, Sarfo Ansah, Barnabas Aggerh                  | DQ      | R170.19 |